# 麥哈梅·沙雷·赫魯
麥哈梅·沙雷·赫魯（阿拉伯语：‎）是一名旅居法國的查德電影導演。

## 生平
自1982年起，麥哈梅·沙雷·赫魯就定居法國，但他的電影作品仍然多以查德為題材。2006年，他的第三部劇情長片《雨季不再來》進入第63屆威尼斯影展正式競賽單元，並獲得評審團特別獎。
2010年，他以《吶喊的男人》首度進入第63屆坎城影展正式競賽單元，並獲得評審團獎；2013年，他執導的《葛里斯葛里斯》再度進入第66屆坎城影展正式競賽單元。

## 電影作品
- 1999年:《再見非洲（法语：Bye Bye Africa）》(وداعا إفريقيا / Bye Bye Africa)
- 2002年:《爸爸出走了（法语：Abouna (film)）》(أبون / Abouna)
- 2006年:《雨季不再來》(Daratt)
- 2010年:《吶喊的男人》(Un homme qui crie)
- 2013年:《葛里斯葛里斯（英语：GriGris）》(جريجري / Grisgris)
- 2017年:《法國的一季（英语：A Season in France）》(Une Saison en France)

## 外部連結
- 麥哈梅·沙雷·赫魯在互联网电影资料库（IMDb）上的資料（英文）